# Valmari Toikka
Volmari „Valmari“ Toikka  (* 27. Dezember 1902 in Hamina; † 21. Dezember 1990 in Vehkalahti) war ein finnischer Skilangläufer.

## Werdegang
Toikka, der für den Vehkalahden Veikot und den Kotkan Into startete, gewann bei den Lahti Ski Games 1931 den 10-km-Lauf. Im folgenden Jahr belegte er bei den Olympischen Winterspielen in Lake Placid den siebten Platz über 18 km. Im März 1933 errang er bei den Lahti Ski Games den dritten Platz über 50 km und im folgenden Jahr den ersten Platz über diese Distanz. Im Jahr 1936 wurde er finnischer Meister über 50 km.